# Of Love and Desire
Of Love and Desire é um filme de drama produzido nos Estados Unidos, dirigido por Richard Rush e lançado em 1963.